# Torre da Rússia
A Torre da Rússia (em russo:  Башня Россия Bashnya Rossiya) é um arranha-céu em Moscou, Rússia cuja construção nunca chegou a ser iniciada. A construção esteve planeada para começar em setembro de 2007 e concluída em 2011, depois 2016. Ao alcançar a sua altura final de 600 metros (1,969 ft) seria o edifício mais alto da Europa e o terceiro mais alto do mundo. O projeto foi suspenso em 2008 e cancelado em 2009, devido à crise financeira.
A área total da estrutura iria abranger 520 000 m² dos quais 38% (200000 m²) localizados no subsolo. A torre teria 118 andares, 101 elevadores e um estacionamento no subsolo para acomodar 3680 automóveis. Lojas comerciais seriam localizadas na base do edifício. A capacidade máxima do edifício estava projetada para cerca de 30 000 pessoas.

## História do projeto
Originalmente, a Torre da Rússia foi proposta para ser construída nos lotes 2 e 3 do Moscow International Business Center em 1994, como o prédio mais alto do mundo com 648 m (2,126 ft) de altura,  e 125 andares. Ele foi projetado pela firma de arquitetura baseada em Chicago, Skidmore, Owings and Merrill. Logo foi transferido para o lote 14. Em meados de 2003 uma atualização de 648 m (2126 ft), com 134 andares, e novo design, tinha sido transferido para os lotes 17 e 18. Em janeiro de 2004, a Moscow Development Company (STT Group), foi nomeada como o principal investidor e desenvolvedor dos US$ 2 bilhões-projeto.
No dia 18 de setembro de 2007 a pedra fundamental do edifício foi lançada em uma cerimônia oficial inovadora. O projeto foi suspenso no ano seguinte e cancelado em 2009, devido à crise financeira.